# Хоган, Чак
Чак Хоган (англ. Chuck Hogan) — американский романист, сценарист и продюсер телевидения. Он наиболее известен как автор романа «Принц воров» и соавтор трилогии «Штамм», написанной вместе с Гильермо дель Торо. Вместе с дель Торо, Хоган создал телесериал «Штамм» (2014—2017), адаптирующий их трилогию романов о вампирах.
Хоган также написал романы «Противостояние» (1995), «Кровавые художники» (1998), «Смертельная луна» (2007) и «Дьяволы в изгнании» (2010). Он также написал сценарий к биографическому военному фильму «13 часов: Тайные солдаты Бенгази» (2016).
«Принц воров» (2004) был адаптирован в номинированный на премию «Оскар» фильм Бена Аффлека «Город воров» (2010). Работа Хогана получила премию «Дэшил Хэмметт» в 2005 году, а Стивен Кинг назвал его одним из десяти лучших романов года.

### Трилогия «Штамм»
- «Штамм» / The Strain (2009)
- «Штамм. Закат» / The Fall (2010)
- «Вечная ночь» / The Night Eternal (2011)

## Фильмография
| Год       | Название                         | Ориг. название                            | Указан как | Указан как              | Примечания                                                                   | Ист.  |
| Год       | Название                         | Ориг. название                            | Сценарист  | Исполнительный продюсер | Примечания                                                                   | Ист.  |
| --------- | -------------------------------- | ----------------------------------------- | ---------- | ----------------------- | ---------------------------------------------------------------------------- | ----- |
| 2014–2017 | Штамм                            | The Strain                                | Да         | Да                      | Сосоздатель, сериал основан на его трилогии «Штамм»; сценарист (12 эпизодов) | [ 4 ] |
| 2016      | 13 часов: Тайные солдаты Бенгази | 13 Hours: The Secret Soldiers of Benghazi | Да         |                         | Основан на книге «13 часов» Митчелла Зукоффа                                 | [ 5 ] |